# حريق ليك كريك
حريق ليك كريك هو حريق هائل في مقاطعتي أستوتين وغارفيلد في واشنطن في الولايات المتحدة. احرق الحريق حوالي 80.421 فدانًا (32.545 هكتارًا) وتم احتواؤه بنسبة 97٪.
تضافرت النيران مع حريق الجولش الجاف في 8 يوليو ويتم مكافحتها كحريق واحد. بدأ الحريق بسبب البرق. ثم أصبح نمو النار بطيء. في أوائل أغسطس اندمج حريق قرين ريدج مع حريق ليك كريك. في 9 أغسطس 2021 تشير التقديرات إلى أن المساحة المشتركة تزيد عن 103.000 فدان.